# Liste der denkmalgeschützten Objekte in Mieders
Die Liste der denkmalgeschützten Objekte in Mieders enthält die 21 denkmalgeschützten, unbeweglichen Objekte der Gemeinde Mieders.

## Denkmäler
| Foto |                 | Denkmal                                                                            | Standort                                     | Beschreibung | Metadaten |
| ---- | --------------- | ---------------------------------------------------------------------------------- | -------------------------------------------- | --- | --- |
| ja   | Datei hochladen | Pittl-Mühle HERIS-ID: 40538 Objekt-ID: 40489 TKK: 43142                            | bei Bachleite 2 Standort KG: Mieders         | Die Getreidemühle mit oberschlächtigem Wasserrad stammt aus der zweiten Hälfte des 18. Jahrhunderts. Das Gebäude ist aus Bruchsteinen gemauert und mit einem schindelgedeckten Satteldach versehen. An der Giebelseite befindet sich eine rechteckige Türöffnung mit gemalter Rahmung und der Jahreszahl 1884. | BDA-Hist.: Q37995231 Status: Bescheid Stand der BDA-Liste: 2025-06-30 Name: Pittl-Mühle GstNr.: .96                                                |
| ja   | Datei hochladen | Kapelle Bachleiten HERIS-ID: 91088 Objekt-ID: 105800 TKK: 43125                    | gegenüber Bachleite 12 Standort KG: Mieders  | Die Kapelle Bachleiten wurde Ende des 18. Jahrhunderts erbaut. Die offene gemauerte Wegkapelle hat ein steiles Satteldach, einen geraden Chorschluss und eine Rundbogennische. An der linken Traufseite befindet sich ein Gnadenbild Maria Waldrast und im Giebelfeld die Flucht nach Ägypten. Im kreuzgewölbten Innenraum hängt ein Barockkruzifix vor einem von Johann Kramer gemalten Kreuzigungshintergrund aus dem 19. Jahrhundert. | BDA-Hist.: Q37752248 Status: § 2a Stand der BDA-Liste: 2025-06-30 Name: Kapelle Bachleiten GstNr.: 868 Kapelle Bachleiten, Mieders                 |
| ja   | Datei hochladen | Bauernhaus HERIS-ID: 39953 Objekt-ID: 39811 TKK: 43144                             | Bachleite 22 Standort KG: Mieders            | Das dreigeschoßige Gebäude mit Eck- und Mittelerkern ist an den Fassaden mit reicher Architekturmalerei von 1727 geschmückt. Diese zeigt an der Giebelfassade den hl. Florian und das Gnadenbild Mariahilf, an der Südseite den hl. Martin und an der Westseite eine Sonnenuhr. Die Erkerfelder sind mit Figuren und Blumenvasen bemalt. | BDA-Hist.: Q37991694 Status: Bescheid Stand der BDA-Liste: 2025-06-30 Name: Bauernhaus GstNr.: .104/1                                              |
| ja   | Datei hochladen | 7 Kapellenbildstöcke HERIS-ID: 91009 Objekt-ID: 105720 TKK: 43118, 43113, 43115, … | Bichl Standort KG: Mieders                   | Die sieben gemauerten Bildstöcke führen auf den Kalvarienberg. Die Bildstöcke sind mit Architekturmalerei vom Ende des 17. Jahrhunderts geschmückt und beherbergen in den Rundbogennischen Bilder mit Passionsszenen (Jesus nimmt Abschied von seiner Mutter, Jesus am Ölberg, Jesus vor Pilatus, Geißelung, Dornenkrönung, Verurteilung, Kreuztragung) aus dem 19. Jahrhundert. | BDA-Hist.: Q37750909 Status: § 2a Stand der BDA-Liste: 2025-06-30 Name: 7 Kapellenbildstöcke GstNr.: 62/1 Kapellenbildstöcke Bichl in Mieders      |
| ja   | Datei hochladen | Kreuzgruppe HERIS-ID: 91019 Objekt-ID: 105730 TKK: 43119                           | Bichl Standort KG: Mieders                   | Die monumentale polychrome Kreuzgruppe Christus mit Maria und Johannes im Kreuzkasten stammt vom Ende des 17. Jahrhunderts. Gut durchmodellierter Corpus, Dreinageltypus mit Dornenkrone und drei regelmäßig angeordneten Stahlenbündeln. Die Assistenzfiguren haben einen gotisierenden Körperbau. | BDA-Hist.: Q37751050 Status: § 2a Stand der BDA-Liste: 2025-06-30 Name: Kreuzgruppe GstNr.: 62/1                                                   |
| ja   | Datei hochladen | Kalvarienbergkapelle HERIS-ID: 91020 Objekt-ID: 105731 TKK: 19326                  | Bichl Standort KG: Mieders                   | Die zweijochige Kapelle hat einen dreiseitigen Chorschluss, einen an den Chor angebauten Rechteckturm, an der Ostseite einen Sakristeianbau und eine auf Säulen ruhende Vorhalle unter einem Satteldach. Sie wurde 1843 in der heutigen Form errichtet. Im Giebelfeld der Vorhalle gibt es ein Bild des Guten Hirten, in der Vorhalle selbst ein abgeschrägtes Segmentbogenportal und eine darüber liegende Darstellung der Einweihungsfeier von 1843, beidseitig der Türe Tafeln mit den Namen der Gefallenen der beiden Weltkriege. Innen Stichkappengewölbe, klassizistische Architekturmalerei und Einzelfresken von Johann Kramer, inschriftlich aus dem Jahre 1840, sowie ein plastischer Berg mit Ölberggruppe aus der Zeit um 1700, und ein Heiliges Grab und eine Weihnachtskrippe mit Papierfiguren aus dem 19. Jahrhundert. | BDA-Hist.: Q37751084 Status: § 2a Stand der BDA-Liste: 2025-06-30 Name: Kalvarienbergkapelle GstNr.: .78 Kalvarienbergkapelle Mieders              |
| ja   | Datei hochladen | Ehem. Gericht HERIS-ID: 55707 Objekt-ID: 64504 TKK: 43139                          | Dorfstraße 15 Standort KG: Mieders           | Der Baukern des ehemaligen Gerichtsgebäudes stammt aus dem 16. Jahrhundert. Es wurde 1825 bis 1826 umgebaut, 1850 Bezirksgericht und 1923 als Gericht wieder aufgelassen. Das mächtige, ansitzartige und dreigeschoßige Gebäude hat ein geschmiegtes Walmdach und ein ausgebautes Dachgeschoß. Über dem rundbogig geschlossenen Mittelportal befindet sich ein geschwungenes Lünettengitter, innen ein tonnengewölbter Flur mit Stichkappen. | BDA-Hist.: Q38067380 Status: § 2a Stand der BDA-Liste: 2025-06-30 Name: Ehem. Gericht GstNr.: 43                                                   |
| ja   | Datei hochladen | Backofen HERIS-ID: 57953 Objekt-ID: 68320 TKK: 43132                               | bei Dorfstraße 19 Standort KG: Mieders       | Der freistehende, rechteckige Backofen stammt aus dem 19. Jahrhundert. Er ist in Bruchsteinmauerwerk ausgeführt und hat ein flaches offenes Satteldach und ein zweiflügeliges Holztor. Der gewölbte Backraum selbst hat ein rechteckiges Schürloch. Über der Feuerungsöffnung befinden sich zwei runde, mit Blechdeckeln verschließbare Rauchabzugslöcher. | BDA-Hist.: Q38079581 Status: Bescheid Stand der BDA-Liste: 2025-06-30 Name: Backofen GstNr.: 44/1                                                  |
| BW   | Datei hochladen | Prähistorische Siedlungshügel Hagebichl HERIS-ID: 102013 Objekt-ID: 118368 TKK:    | Hagebichl Standort KG: Mieders               | | BDA-Hist.: Q37789592 Status: Bescheid Stand der BDA-Liste: 2025-06-30 Name: Prähistorische Siedlungshügel Hagebichl GstNr.: 565                    |
| ja   | Datei hochladen | Kath. Pfarrkirche Mariä Geburt HERIS-ID: 55711 Objekt-ID: 64508 TKK: 19322         | Kirchgasse 3 Standort KG: Mieders            | Die im Kern spätgotische Kirche geht auf einen romanischen Vorgängerbau aus dem 13. Jahrhundert zurück, von dem Mauerreste im Turm erhalten sind. 1737–1739 wurde sie nach Plänen von Franz de Paula Penz barockisiert. An das fünfjochige Langhaus schließen ein dreiseitig geschlossener Chor und ein schlanker Südturm mit Spitzhelm aus dem 17. Jahrhundert an. Der Innenraum ist mit Stichkappen, Pilastern und Frührokoko-Stuckaturen aus der Zeit um 1738 gestaltet. Die Deckenfresken mit Szenen aus dem Marienleben wurden 1739 von Jakob Jenewein geschaffen. | BDA-Hist.: Q38067387 Status: § 2a Stand der BDA-Liste: 2025-06-30 Name: Kath. Pfarrkirche Mariä Geburt GstNr.: 1 Pfarrkirche Mariä Geburt, Mieders |
| ja   | Datei hochladen | Friedhof und Friedhofskapelle HERIS-ID: 90880 Objekt-ID: 105586 TKK: 43155, 19324  | bei Kirchgasse 3 Standort KG: Mieders        | Der von einer Mauer eingefasste Friedhof umgibt die Kirche und geht ins 14. Jahrhundert zurück. Darin befindet sich die Kreuzkirche (Totenkapelle), ein massiver nach oben sich verjüngender Bauwürfel des 14. Jahrhunderts, der möglicherweise identisch mit der urkundlich 1348 genannten Kirche des Ortes ist. | BDA-Hist.: Q37750426 Status: § 2a Stand der BDA-Liste: 2025-06-30 Name: Friedhof und Friedhofskapelle GstNr.: 1 Friedhof Mieders                   |
| ja   | Datei hochladen | Gutshof, Fürstenhaus HERIS-ID: 39954 Objekt-ID: 39812 TKK: 43140                   | Kirchgasse 5 Standort KG: Mieders            | Das ehemalige Bauernhaus aus dem 16. Jahrhundert erhielt sein heutiges ansitzartiges Erscheinungsbild nach 1768 und diente als Sommersitz des Brixner Bischofs Karl Franz von Lodron (1791–1828). Das hohe dreigeschoßige Gebäude mit weitem Walmdach weist Reste von Architekturmalerei und an der Mittelachse der Westfassade einen überdachten Doppelbalkon aus der Zeit um 1900 auf. In den Obergeschoßen haben sich Stuckdecken erhalten. | BDA-Hist.: Q37991702 Status: Bescheid Stand der BDA-Liste: 2025-06-30 Name: Gutshof, Fürstenhaus GstNr.: 137/1                                     |
| ja   | Datei hochladen | Wegkapelle HERIS-ID: 91086 Objekt-ID: 105798 TKK: 43123                            | westlich Obere Gasse 16 Standort KG: Mieders | Die bildstockartige Kapelle mit Satteldach, geradem Chorschluss und Rundbogenöffnung wurde 1907 errichtet. Der mit einem schmiedeeisernen Gitter abgetrennte Innenraum weist ein Tonnengewölbe mit Sternenhimmel auf und beherbergt ein Kruzifix. | BDA-Hist.: Q37752148 Status: § 2a Stand der BDA-Liste: 2025-06-30 Name: Wegkapelle GstNr.: .224                                                    |
| ja   | Datei hochladen | Antoniuskapelle HERIS-ID: 91056 Objekt-ID: 105767 TKK: 43121                       | nördlich Pflusental 6 Standort KG: Mieders   | Die einjochige Antoniuskapelle wurde um 1813 errichtet. Sie hat einen dreiseitigen Chorschluss, ein Satteldach und eine einfache Putzgliederung. Ein kräftiger Triumphbogen trennt den flach gedeckten Innenraum in Langhaus und Chor. Der Altaraufbau mit klassizistischer Architekturmalerei vor einem Baldachinfresko befindet sich hinter einem einfachen Holzgitter. | BDA-Hist.: Q37751731 Status: § 2a Stand der BDA-Liste: 2025-06-30 Name: Antoniuskapelle GstNr.: .183                                               |
| ja   | Datei hochladen | Bauernhaus HERIS-ID: 22875 Objekt-ID: 19221 TKK: 6011                              | Schmelzgasse 16 Standort KG: Mieders         | Das Bauernhaus stammt im Kern aus dem 16. Jahrhundert und wurde in der Barockzeit umgestaltet. Die Fassade zur Straße ist mit einem mittigen Dreieckerker und einem polygonalen Eckerker gestaltet. Die barocken Wandmalereien mit Heiligendarstellungen werden Jakob Jenewein zugeschrieben, der 1691 in diesem Haus geboren wurde. Im Inneren haben sich ein breiter, tonnengewölbter Flur mit Stichkappen und zwei gotische Balkendecken erhalten. | BDA-Hist.: Q37873054 Status: Bescheid Stand der BDA-Liste: 2025-06-30 Name: Bauernhaus GstNr.: 59/2                                                |
| ja   | Datei hochladen | Gedächtniskapelle 1809 HERIS-ID: 91087 Objekt-ID: 105799 TKK: 43124                | Standort KG: Mieders                         | Der kleine gemauerte Bildstock mit Satteldach und vergitterter Rundbogennische wurde 1959 zum 150-Jahr-Jubiläum des Tiroler Volksaufstands zur Erinnerung an die Helden von 1809 errichtet. | BDA-Hist.: Q37752183 Status: § 2a Stand der BDA-Liste: 2025-06-30 Name: Gedächtniskapelle 1809 GstNr.: 1370/4                                      |
| ja   | Datei hochladen | Marienbrunnen HERIS-ID: 91100 Objekt-ID: 105816 TKK: 43131                         | Standort KG: Mieders                         | Der Brunnen besteht aus einem alten Steintrog von 1856 (bezeichnet) und einer Holzsäule mit polychromer Statue der Waldraster Madonna vom Ende des 18. Jahrhunderts unter einer schmiedeeisernen Verdachung. | BDA-Hist.: Q37752349 Status: § 2a Stand der BDA-Liste: 2025-06-30 Name: Marienbrunnen GstNr.: 1370/4                                               |
| ja   | Datei hochladen | Kornkasten Beim Pauler HERIS-ID: 39955 Objekt-ID: 39813 TKK: 43134                 | Dorfstraße 16, neben Standort KG: Mieders    | Der zweigeschoßige gemauerte Kornkasten mit Satteldach und offenem Bundwerkgiebel stammt aus dem 17. Jahrhundert. Auf der Giebelseite führt eine Freitreppe mit Söller zum Obergeschoß. | BDA-Hist.: Q37991710 Status: Bescheid Stand der BDA-Liste: 2025-06-30 Name: Kornkasten Beim Pauler GstNr.: .54                                     |
| ja   | Datei hochladen | Rosenkranzkapellen HERIS-ID: 55713 Objekt-ID: 64510 TKK: 46823, 46824, 46825, …    | Standort siehe Beschreibung KG: Mieders      | Die 15 Nischenbildstöcke am Wallfahrtsweg nach Maria Waldrast stellen die 15 Geheimnisse des freudenreichen, schmerzhaften und glorreichen Rosenkranzes dar. Die Bildstöcke wurden von einem Innsbrucker Kaufmann gespendet, und urkundlich 1854 geweiht. Die Wegkapellen sind baugleich, sie tragen über einem annähernd quadratischen Grundriss ein steiles Satteldach, darunter eine Rundbogennische mit Kreuzgewölbe, einen gemalten Sternenhimmel und eine stuckierte Rosette als Schlussstein. Die Originalwandmalerei stammt von Kaspar Jele aus den Jahren 1853 und 1854. 1953 erfolgte die Restaurierung der Wandmalerei durch Franz Krautgasser. 01. Rosenkranzkapelle: Verkündigung (Lage) 02. Rosenkranzkapelle: Heimsuchung (Lage) 03. Rosenkranzkapelle: Geburt Christi (Lage) 04. Rosenkranzkapelle: Beschneidung (Lage) 05. Rosenkranzkapelle: Auffindung Christi im Tempel (Lage) 06. Rosenkranzkapelle: Christus am Ölberg (Lage) 07. Rosenkranzkapelle: Geißelung (Lage) 08. Rosenkranzkapelle: Dornenkrönung (Lage) 09. Rosenkranzkapelle: Kreuztragung (Lage) 10. Rosenkranzkapelle: Kreuzigung (Lage) 11. Rosenkranzkapelle: Auferstehung (Lage) 12. Rosenkranzkapelle: Christi Himmelfahrt (Lage) 13. Rosenkranzkapelle: Pfingsten (Lage) 14. Rosenkranzkapelle: Aufnahme Mariens in den Himmel (Lage) 15. Rosenkranzkapelle: Marienkrönung (Lage) Die 15. Kapelle liegt bereits in der Gemeinde Matrei am Brenner (KG Mühlbachl). | BDA-Hist.: Q38067396 Status: § 2a Stand der BDA-Liste: 2025-06-30 Name: Rosenkranzkapellen GstNr.: 1252/1 Rosary Mieders - Maria Waldrast          |
| ja   | Datei hochladen | Rosenkranzkapellen HERIS-ID: 91044 Objekt-ID: 105755 TKK: 46828, 46829, 46830, …   | Standort siehe Beschreibung KG: Mieders      | Auf diesem Abschnitt des Wallfahrtsweges befinden sich die Rosenkranzkapellen 6 bis 12. Siehe Gesamtbeschreibung. | BDA-Hist.: Q37751395 Status: § 2a Stand der BDA-Liste: 2025-06-30 Name: Rosenkranzkapellen GstNr.: 1328/1 Rosary Mieders - Maria Waldrast          |
| ja   | Datei hochladen | Rosenkranzkapellen HERIS-ID: 91052 Objekt-ID: 105763 TKK: 46835, 46836             | Standort siehe Beschreibung KG: Mieders      | Auf diesem Abschnitt des Wallfahrtsweges befinden sich die Rosenkranzkapellen 13 und 14. Siehe Gesamtbeschreibung. | BDA-Hist.: Q37751632 Status: § 2a Stand der BDA-Liste: 2025-06-30 Name: Rosenkranzkapelle GstNr.: 1330 Rosary Mieders - Maria Waldrast             |